# ダニエル・プライス
ダニエル・プライス（英語: Daniel Price、1978年8月6日 - ）は、オーストラリア、シドニー出身の男性フィギュアスケート選手（アイスダンス）。パートナーはエイミー・ハルトフ、アレクサンドラ・マーティン。

## 主な戦績
- 1999-01シーズンはアレクサンドラ・マーティン。
- 2001-02シーズンはエイミー・ハルトフ。

| 大会/年              | 1999-00 | 2000-01 | 2001-02 |
| -------------------- | ------- | ------- | ------- |
| 四大陸選手権         |         | 15      | 14      |
| 世界ジュニア選手権   | 33      |         |         |
| オーストラリア選手権 | 1 J     | 3       | 2       |
| JGPチェコスケート    | 16      |         |         |
| JGPハーグ            | 19      |         |         |
| オータムトロフィー   | 12 J    |         |         |

- J - ジュニアクラス